# Кризька сільська рада
| Кризька сільська рада — колишній орган місцевого самоврядування у Марківському районі Луганської області з адміністративним центром у с. Кризьке. Водоймища на території, підпорядкованій даній раді: річка Деркул. Сільській раді були підпорядковані населені пункти: - с. Кризьке - с. Сичівка |

## Склад ради
Рада складалася з 16 депутатів та голови.

### Керівний склад ради
| ПІБ                          | Основні відомості                                                 | Дата обрання | Дата звільнення |
| ---------------------------- | ----------------------------------------------------------------- | ------------ | --------------- |
| Брюховецька Людмила Петрівна | Сільський голова, 1962 року народження, освіта, позапартійна      | 26.03.2006   | 31.10.2010      |
| Брюховецька Людмила Петрівна | Сільський голова, 1962 року народження, освіта вища, позапартійна | 31.10.2010   |                 |

Примітка: таблиця складена за даними джерела